# Nosodendron jirii
Nosodendron jirii is een keversoort uit de familie van de boomsapkevers (Nosodendridae). De wetenschappelijke naam van de soort is voor het eerst geldig gepubliceerd in 2011 door Háva.
De soort komt voor in Frans-Guyana.